# Sybil Wolfram
Sybil Wolfram (geboren als Sybille Misch 1. Juli 1931 in Berlin; gestorben 26. Juli 1993) war eine britische Anthropologin und Philosophin.

## Leben
Sybille Misch war eine Tochter des Arztes Walter Misch (1889–1943), Oberarzt an der Charité, und der Ärztin und Psychoanalytikerin Käthe Frankl-Misch, später Kate Friedländer. Nach der Machtübergabe an die Nationalsozialisten 1933 flohen ihre Eltern über Paris nach London. Die Ehe wurde 1934 geschieden, Sybille Misch wuchs bei ihrer Mutter auf, die 1937 den Radiologen Georg Friedländer heiratete, der aus Breslau nach England geflohen war. 
Misch studierte Philosophie, Politische Wissenschaften und ökonomische Theorie in Oxford am Somerville College (B.A. 1952) und wurde 1956 bei Louis Dumont in Anthropologie promoviert. Sie heiratete Hugo Wolfram (1925–2015), der ebenfalls als Kind emigriert war, sie haben die Söhne Stephen Wolfram und Conrad Wolfram.
Sie begann ihre akademische Karriere am St Hilda’s College, wurde dann Fellow und Tutor und schließlich ab 1964 Lecturer in Philosophy an Lady Margaret Hall. Wolfram schrieb zwei Bücher und publizierte Zeitschriftenbeiträge. Sie übersetzte von Claude Lévi-Strauss La pensée sauvage ins Englische, zog aber ihren Namen zurück, da sie mit der Lektoratsarbeit des Verlages nicht einverstanden war. Sie gründete 1986 das International Journal of Moral and Social Studies. 

## Schriften (Auswahl)
- The explanation of prohibitions and preferences of marriage between kin. Ph. D. University of Oxford, 1957
- In-laws and Outlaws: Kinship and Marriage in England. London : Croom Helm, 1987
- Philosophical logic. An introduction. London : Routledge, 1989